# デウスエクス マンカインド・ディバイデッド
『デウスエクス マンカインド・ディバイデッド』(Deus Ex: Mankind Divided) は、アイドス・モントリオールが開発しスクウェア・エニックスが販売するDeus Exシリーズ4作目となるゲームソフト。欧米では2016年に発売されたが、日本では2017年3月23日に発売。PlayStation 4、Xbox One、Windows、Linux、macOS版がリリースされている。

## 概要
サブタイトルの意味は「分断された人類」。前作『ヒューマン・レボリューション』の2年後の西暦2029年を舞台にしたSF作品。ゲームジャンルはアクションRPGだがFPS、ステルスゲームの要素も持っている。
開発期間は約5年。ストーリーはプレイヤーの行動により分岐し、結末はマルチエンディングになる。

## システム

### 「Breach」モード
ストーリーモードとは独立したモードで、アーケードゲームに近い内容になっている。
プレイヤーは自らをデジタル化したハッカーとなって、大企業のメインフレームへのハッキングを目指す。
サーバーを奥に進むほど得られるポイントが増える仕組みとなっており、獲得ポイント数のオンラインランキングもある。
本作のゲームプレイディレクターであるパトリック・フォーティアーは、「プレイヤーが主体とするスタイルとは別のスタイルでプレイしたいときに、物語を気にすることなく本作の要素を簡単に楽しむことができるようにするためにこのモードを用意した」と、4Gamer.netとのインタビューの中で述べている。

## あらすじ
時は西暦2029年。
人体を改造する「オーグメンテーション」技術によって、人類は新たな能力を手に入れた。しかし、改造された人間の一斉暴動事件が起こってからオーグメンテーションは危険視されるようになり、機械化した人間とそうでない人間との間で対立が起こった。
アダム・ジェンセンもまたオーグメンテーションによりヒューマン2.0とも言える驚異的な能力を身に着けた。この対立を裏から煽っている者がいることに気付いたアダムはこの陰謀を阻止するために戦う。

## 登場人物

### タスクフォース29
アダム・ジェンセン (Adam Jensen)
日本語版声優 - 安元洋貴
本作の主人公。オーグメンテーション技術により人間を超えた能力を身に着けた。インターポールの対テロ組織「タスクフォース29」に所属している。
前作の出来事を経て、オーグメンテーション技術の施された自身の身体を受け入れられるようになった。
イライアス・シケイン
対テロ組織「タスクフォース29」の垂直離着陸機の操縦士で、前作で発生した「オーグ・インシデント」で負傷した。オーグメンテーションに対して否定的な態度をとっているため、足にはギプスをつけている。
ジム・ミラー (Jim Miller)
日本語版声優 - 井上和彦
タスクフォース29の支局長。

### オーグ権利連合（ARC）
タロス・ラッカー
日本語版声優 - 白熊寛嗣
オーグ権利連合（ARC）の指導者。非暴力主義を貫いているが、何者かによってテロ行為の濡れ衣を着させられたため、タスクフォース29から追われている。
ヴィクトル・マルチェンコ
オーグ権利連合（ARC)の一員。非暴力主義者であるラッカーとは対照的に過激な思想に満ちた人物。
右眼を含む身体の至る所にオーグメンテーション技術が施されている。

### その他
ジョセフ・マンダリー
タスクフォース29の責任者。本作の23年後を描いている第1作『Deus Ex』にも登場する。
アレックス・ベガ
ハッカー集団のジャガーノート・コレクティブのメンバーで、アダムの協力者の一人。
デヴィッド・サリフ
日本語版声優 - 池田秀一
サリフ・インダストリーの創設者で、アダムのかつての上司。当時CEOだった2027年に発生した「オーグ・インシデント」により会社を失った過去を持つ。
フランシス（フランク）・プリチャード
日本語版声優 - 諏訪部順一
サリフ・インダストリーのサイバー防衛部門の元主任で、同社のサイバー防衛システムを開発した実績を持つ。
サリフ・インダストリーの経営破たん宣告を受けて会社を去り、会社で培った知識を生かしてフリーのセキュリティ専門家として活動している。
Shadow Child
「世紀のハッキング」に情熱を注ぐリッパー。パリセイド・バンク・コーポレーションのサーバーの場所を世界中のハッカーに暴露した実績を持つが、それ以外の経歴は謎に包まれている。
ヴァツラフ・コラー
闇市場でオーグメンテーション技術を扱っている男性で、アダムの協力者にあたる。

## 追加ストーリー
追加コンテンツ。
本編とは別の独立したストーリーで、2つの有料コンテンツがある。また、日本版特典として更に1つの無料コンテンツがある。

### システムリフト(System Rift)
有料コンテンツ
主人公アダム・ジェンセンが、かつての同僚フランク・プリチャードと再会。プリチャードの行っている調査に協力するため、巨大バンク、パリセイド・プロパティ・バンクへ潜入する。

### クリミナルパスト(A Criminal Past)
有料コンテンツ
主人公アダム・ジェンセンが、刑務所での潜入捜査を行うため、犯罪者に扮し、連絡が途絶えたエージェントの捜索任務に就く。刑務所は最高のセキュリティーを備えたオーグメント専用刑務所で、行方をくらませたエージェントも同刑務所で潜入捜査をしていた。

### デスペレイトメジャース(Desperate Measures)
日本版特典の無料コンテンツ
主人公アダム・ジェンセンが、プラハ駅爆破事件を追う。事件の目撃者を名乗る人物が現れ、新たな手がかりを得たジェンセンは爆破の犯人を探る更なる捜査を開始する。